# Иван Попов (просветен деец)
Вижте пояснителната страница за други личности с името Иван Попов.
Иван Попов е български възрожденски учител, деец на българската просветна борба.

## Биография
Иван Попов е роден в поморавския град Враня в 1840 година. Учителства дълги година в различни градове на Македония. След клевета от гръцкото духовенство, че е бунтовник, турските власти го осъждат на строг тъмничен затвор и той лежи пет години в Солунския затвор Беязкуле.
Попов умира в 1915 година.